# Politikåret 1849

## Händelser
- 3 mars – Minnesotaterritoriet upprättas i USA.[1]
- 4 mars – Zachary Taylor tillträder som USA:s president.[2]

## Avlidna
- 15 juni – James K. Polk, amerikansk politiker, representanthusledamot 1825–1839 (varav talman 1835–1839), Tennessees guvernör 1839–1841, USA:s president 1845–1849.

### Fotnoter
1. ↑  ”Minnesota” (på engelska). World Statesmen. http://www.worldstatesmen.org/US_states_L-M.html#Minnesota. Läst 29 juli 2015.
2. ↑  ”United States of America” (på engelska). World Statesmen. http://www.worldstatesmen.org/United_States.html. Läst 29 juli 2015.